# DreamWorks
DreamWorks, LLC також відома як DreamWorks Pictures, DreamWorks SKG або DreamWorks Studios — американська кінокомпанія, що займається розробкою, виробництвом і прокатом фільмів, мультфільмів, відеоігор і телевізійних передач. Вона спродюсувала понад кілька десятків фільмів, чиї касові збори перевищили позначку в 100 мільйонів доларів. Найприбутковішим з них наразі є «Шрек 2». Вихід фільму "Шрек" у 2001 році став справжньою сенсацією. Він пародіював класичні казки і завоював серця глядачів по всьому світу. "Шрек" не тільки приніс студії величезний комерційний успіх, але й змінив уявлення про анімаційні фільми. Це стало початком одного з найкращих етапів DreamWorks.
Історія кінокомпанії почалася в 1994 році, як амбіційна спроба Стівена Спілберга, Джеффрі Катценберга та Девіда Геффена створити нову голлівудську студію. Вони часто називали себе Dream-Team (команда мрії), звідси й походить назва студії DreamWorks, а логотип «SKG» — це абревіатура, складена з їхніх прізвищ.
Перші успішні продукти компанія випустила лише у 1998 році спільно з Pacific Data Images (PDI). Мультфільми «Мураха Антц» та «Принц Єгипту» мали великий успіх серед глядачів.
У 2001 р. студія виготовила анімаційний фільм «Шрек», який приніс DreamWorks перший Оскар за нестандартний погляд на репрезентацію казкового світу. Після невдалої стандартно форматної екранізації 2003 року «Синдбад: Легенда Семи Морів» компанія вирішила остаточно перейти у 3D формат. Наступні анімації: «Підводна братва», «Шрек 2», «Мадагаскар», «Лісова братія», «Змивайся» (в співпраці з Aardman), «Бі Муві» і «Панда Кунг-Фу» були реалізовані виключно у тривимірній графіці.
З 2005 р. компанію почали переслідувати невдачі: жодна з картин DreamWorks за цей рік не була номінована на Оскар як найкращий фільм, а «Острів» та «Війна Світів» принесли тільки збитки. Тому засновники погодились продати DreamWorks компанії Viacom, яка володіє студією Paramount Pictures. Продаж завершився в лютому 2006 року. Під керівництвом нових власників студія зазнала ребрендингу й була переорієнтована на масового глядача. Така зміна сприяла підвищенню успішності випущених у прокат картин.
Раніше, у 2004 р., анімаційний підрозділ DreamWorks став самостійною компанією «DreamWorks Animation SKG». Тому, не зважаючи на те, що надалі реалізацією і прокатом її фільмів займався Paramount/Viacom, цей підрозділ залишився від них незалежним.
У лютому 2009 р. компанія The Walt Disney Studios уклала довгострокову угоду з режисером та одним із засновників DreamWorks Стівеном Спілбергом. Відповідно до неї, студії Disney надали права на кінопрокат шести художніх фільмів на рік від DreamWorks, виготовлення яких передбачалось сумісно з Reliance BIG Entertainment. Перший фільм такої колаборації вийшов у кінотеатри 2010 року під логотипом Touchstone Pictures.
У вересні 2015 р. Стівен Спілберг вирішив не продовжувати контракт з компанією Walt Disney Studios і розпочав переговори про співпрацю з NBCUniversal. Відтоді NBCUniversal стала офіційним дистрибутором DreamWorks і займається прокатом нових художніх фільмів їхнього виробництва.